# Fresh Film Fest

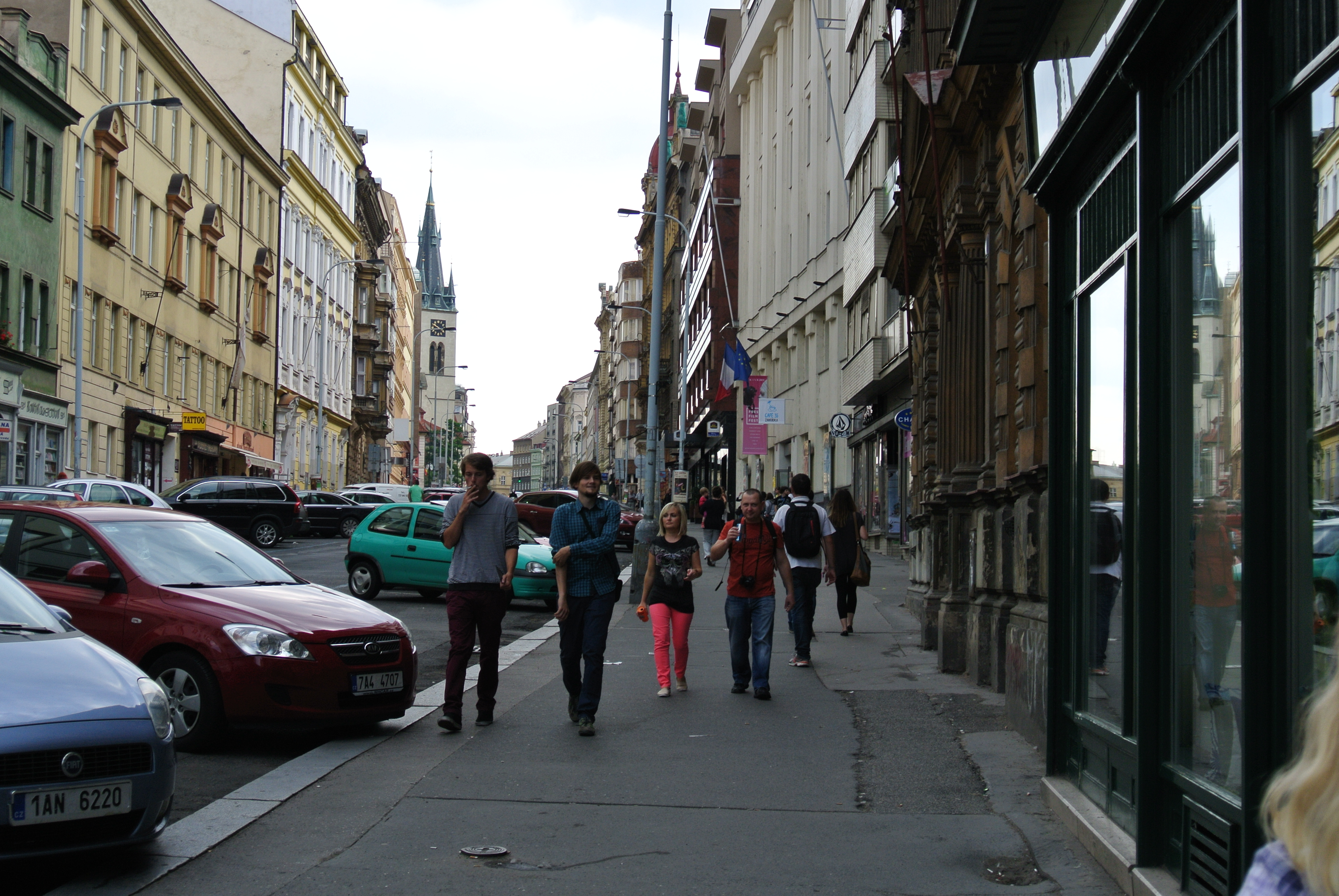
Francouzský institut - hlavní sídlo festivalu

Fresh Film Fest je mezinárodní festival, který je zaměřen na debutovou a studentskou tvorbu. Vznikl v roce 2003. Filmy festivalu se promítají v Pražských ART kinech. Například kino Francouzského institutu, letní kino v Riegrových sadech, kino Světozor a dalších 5 pražských kinech.
Rok 2013 byl věnován tématu fanatismu, a tak v projekcích byla například kolekce filmu režiséra Alana Clarka, v jehož filmech začínal například i Tim Roth, Gary Oldman a další. V roce 2013 měl i na festivalu českou premiéru britský film Na konci světa režiséra Edgara Wrighta, který v české filmové distribuci je stále odkládán dlouho po světové premiéře.

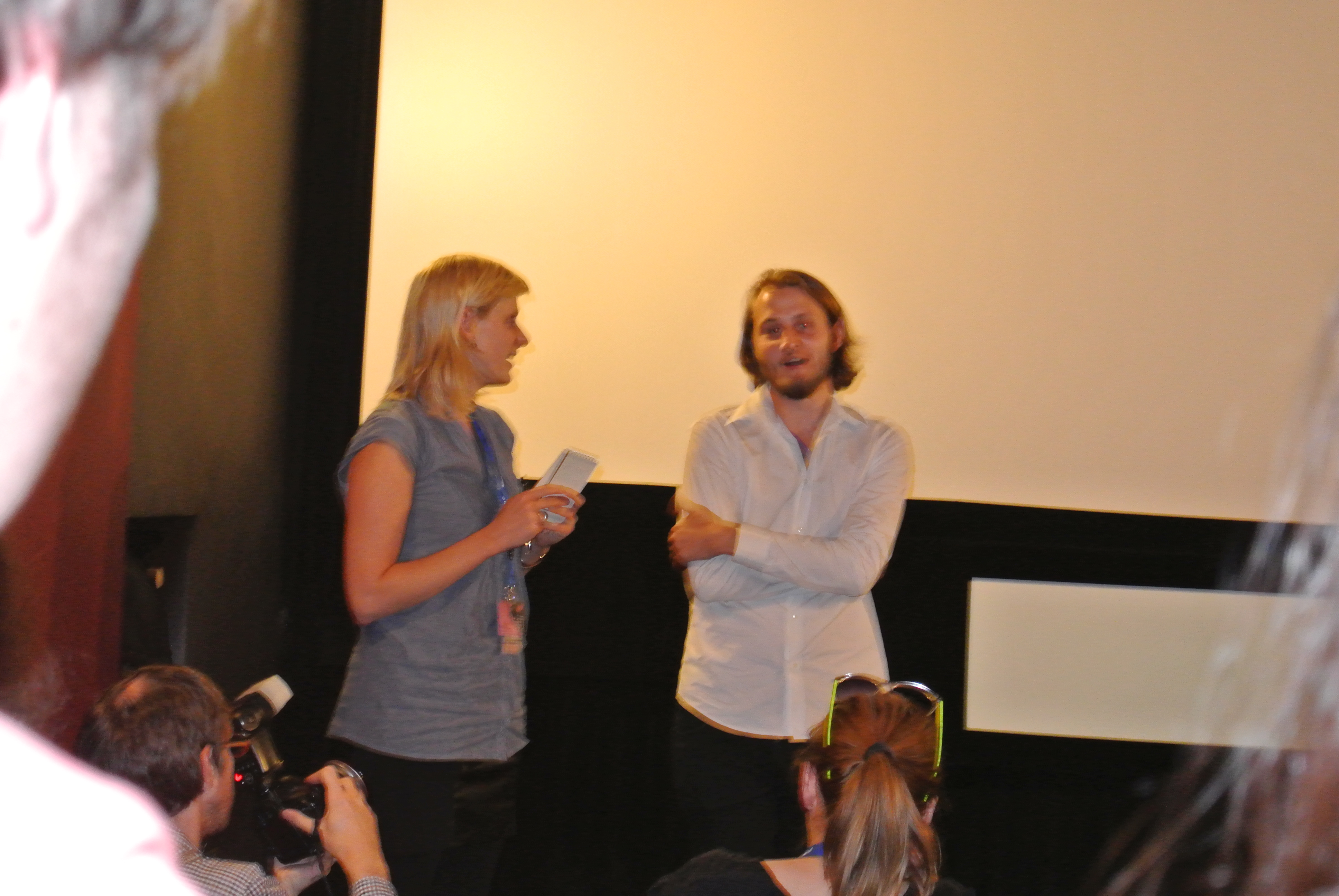
Rozhovor z jedním z mnoha režisérů soutěžních snímku

Celý festival je doplněn o soutěže, workshopy a diskuse na filmy.